# Setge de Mértola
El setge de Mértola, del 15 d'agost de 1144 fou una de les batalles de la Revolta contra els almoràvits.

## El setge
El 15 d'agost de 1144 un destacament de 60 muriduns partidaris de Abu l-Kasim Ahmad ibn Husayn ibn Qassi manats per Ibn al-Kabila, va sorprendre per engany la fortalesa de Martulah on es va instal·lar Ibn Kasi sent reconegut imam pels seus partidaris.

## Conseqüències
Dos caps rebels, Ibn Wazir i Ibn Mundhir, se li van unir i va dominar llavors Evora, Beja, Huelva, Niebla i Silves formant un regne amb Abu l-Kasim Ahmad ibn Husayn ibn Qassi com a sobirà amb títol d'imam, començant la Revolta contra els almoràvits, i intenta prendre Isbiliya però és derrotat per Yahya ibn Alí ibn Ghàniya. L'imamat és annexionat el 1145 a l'emirat de Batalyaws. ibn Qassi va anar al Magrib, es va entrevistar amb el califa almohade Abu-Yaqub Yússuf ibn Abd-al-Mumin i va tornar amb tropes que el van ajudar a recuperar el seu regne i el domini de Jerez de la Frontera, Arcos, Ronda i Niebla.